# Городецкий, Владимир Иванович (учёный)
Влади́мир Ива́нович Городе́цкий (род. 27 ноября 1937, Ленинград) — советский и российский учёный, доктор технических наук, профессор, Заслуженный деятель науки Российской Федерации, ведущий специалист страны по проблемам искусственного интеллекта, по созданию инструментальных средств для разработки многоагентных прикладных систем. Член Российской ассоциации искусственного интеллекта. Полковник в отставке, мастер спорта СССР. Ветеран альпинистского движения России.

## Биография
В. И. Городецкий родился в Ленинграде. Окончил 1960 году Ленинградскую военно-воздушную инженерную академию (инженерный факультет), в 1970 году — Ленинградский государственный университет (математико-механический факультет). В 1960—1963 гг. служил в частях РВСН. В 1964 году поступил в адъюнктуру по кафедре автономных систем управления, по окончании которой в 1967 году защитил кандидатскую диссертацию. С 1967 по 1988 гг., проходя службу в Военной инженерной академии им. А. Ф. Можайского, занимал научно-исследовательские и преподавательские должности: старший научный сотрудник научно-исследовательской лаборатории систем управления летательных аппаратов (1967—1972), преподаватель кафедры математического обеспечения (1972—1975), старший научный сотрудник, начальник группы НИЛ-14 (1975—1988). В 1973 году защитил докторскую диссертацию по проблемам оптимизации управления.
С 1988 по 2018 год — заведующий лабораторией и главный научный сотрудник лаборатории интеллектуальных систем Санкт-Петербургского института информатики и автоматизации РАН (СПИИРАН). Параллельно с 1997 по 1999 год — заведующий кафедрой информационных технологий в образовании Санкт-Петербургского государственного педагогического университета им. А. И. Герцена.

## Научная и педагогическая деятельность
Области научных интересов: теория оптимального управления, небесная механика, прикладная статистика, планирование и составление расписаний, искусственный интеллект и принятие решений, многоагентные системы, самоорганизующиеся сети агентов, инструментальные системы, интеллектуальная обработка данных и машинное обучение, эффективные алгоритмы обработки больших данных, семантические технологии, слияние информации из гетерогенных источников, распределенное и P2P обучение, компьютерная безопасность, системы с неопределенностью, рекомендующие системы, транспортная и производственная логистика, стеганография, модели коллективного поведения роботов и др.
В. И. Городецкий опубликовал более 360 работ (свыше 100 — в зарубежных цитируемых изданиях), 9 монографий и учебных пособий, соредактор 12 выпусков серий «Lecture Notes in Artificial Intelligence» и «Lecture Notes in Computer Science» (2001—2015), приглашенный редактор специального выпуска журнала IEEE Intelligent Systems «Agent and data Mining Interaction» (2009) и др. Член Российской и Европейской ассоциаций искусственного интеллекта, IEEE, IEEE Computer Science, International Foundation for Autonomous Agents and Multi-agent Systems (IFAAMAS), International Society of Information Fusion (ISIF). Член редакции международного журнала «Data Science and Analytics» (Springer) и Российского журнала «Онтологии проектирования».
Прочитал более курсы лекций для старших курсов в Военной инженерной академии им. А. Ф. Можайского и в Педагогическом университете им. Герцена в области прикладной математики, теории вероятностей, математической статистики, теории оптимизации и принятия решений, математического программирования и массового обслуживания, языков программирования, баз данных, прикладной алгебры и дискретной математики, формальных грамматик и логики, Интернет технологий. Читал лекции в Университете штата Нью-Йорк (США) и др.
С 2000 года опубликовал ряд книг в зарубежных изданиях в области искусственного интеллекта.

## Спортивная деятельность
Увлекается горным туризмом и альпинизмом. Совершил около 8 горных походов высшей категории и более 75 восхождений. В 1968—1988 — тренер секции альпинизма ВИКА им. А. Ф. Можайского. Начальник сборной команды ВС СССР на Чемпионатах СССР в 1981, 1982 и 1986 гг. Последнее по времени восхождение совершил зимой 2010 г.

## Награды
- Заслуженный деятель науки РФ (1998).